# McLaren 650S
McLaren 650S är en sportbil som den brittiska biltillverkaren McLaren Automotive presenterade på Internationella bilsalongen i Genève i mars 2014.
Bilen är en rejäl uppdatering av McLaren MP4-12C som ska fortsätta tillverkas. 25% av delarna uppges vara nya jämfört med MP4-12C.

## Tekniska data
|                             | McLaren 650S                                                          |
| --------------------------- | --------------------------------------------------------------------- |
| Motor:                      | 8-cylindrig 90° V-motor med biturbo                                   |
| Cylindervolym:              | 3799 cm³                                                              |
| Max effekt vid varvtal:     | 650 hk vid 7 250 v/min                                                |
| Max vridmoment vid varvtal: | 678 Nm vid 6 000 v/min                                                |
| Ventilstyrning:             | Dubbla överliggande kamaxlar per cylinderrad, 4 ventiler per cylinder |
| Bränslesystem:              | Bränsleinsprutning                                                    |
| Växellåda:                  | 7-växlad växellåda med dubbelkoppling                                 |
| Bromsar:                    | Keramiska skivbromsar                                                 |
| Hjulupphängning:            | Dubbla tvärlänkar, skruvfjädrar                                       |
| Chassi & kaross:            | Kolfiberchassi med kompositkaross                                     |
| Hjulbas:                    | 2670 mm                                                               |
| Längd x bredd x höjd:       | 4509 x 1895 x 1199 mm                                                 |
| Torrvikt:                   | 1330 kg                                                               |
| Acceleration 0 – 100 km/h:  | 3,0 s                                                                 |
| Toppfart:                   | 333 km/h                                                              |

## McLaren 675LT
På Genèvesalongen i mars 2015 introducerades racingversionen McLaren 675LT, avsedd för bankörning. Motorn har modifierats för högre toppeffekt (675 hk), karossen har uppdaterats för bättre aerodynamik och vikten har reducerats.

## Bilder

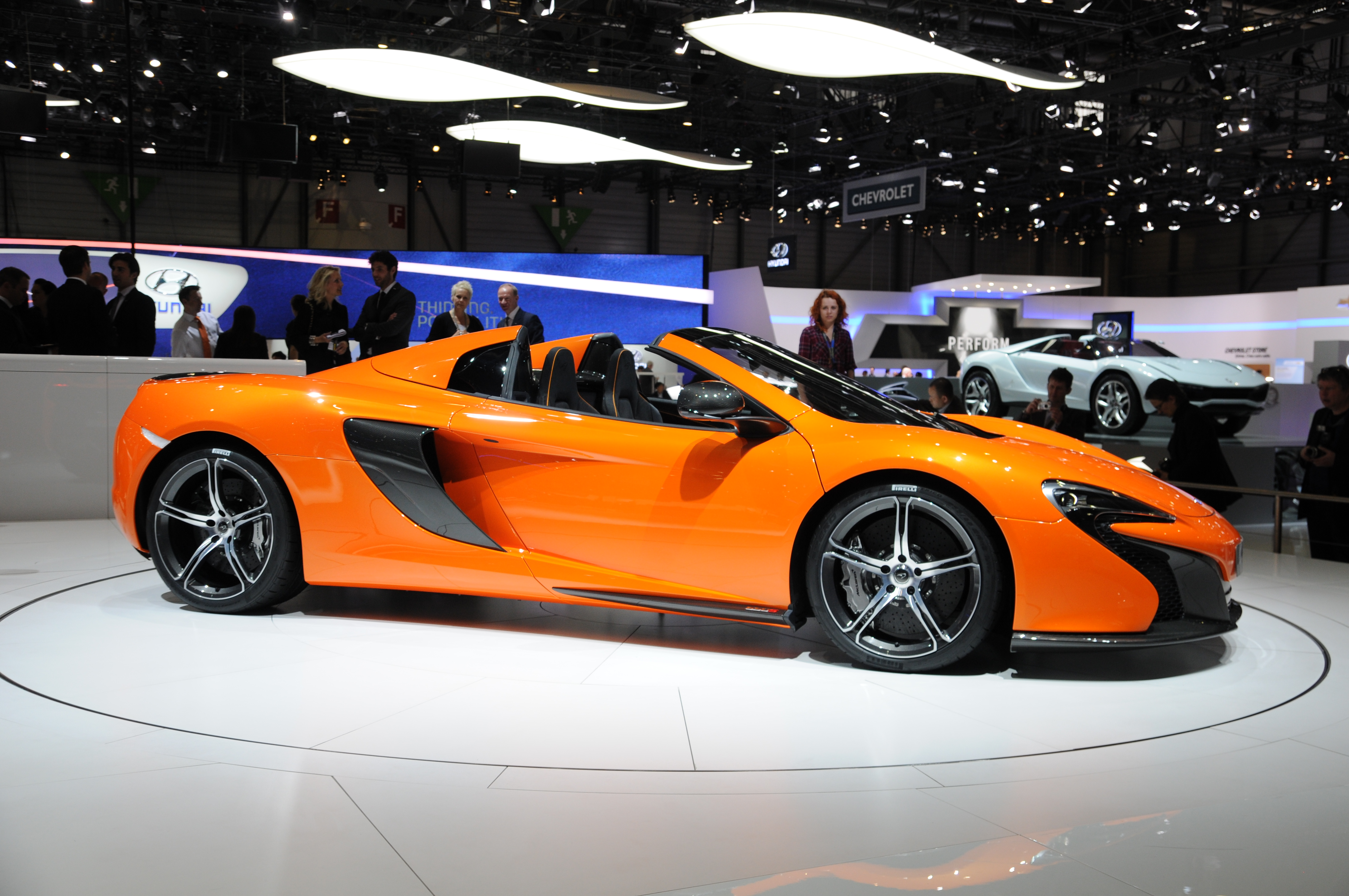
McLaren 650S Spider
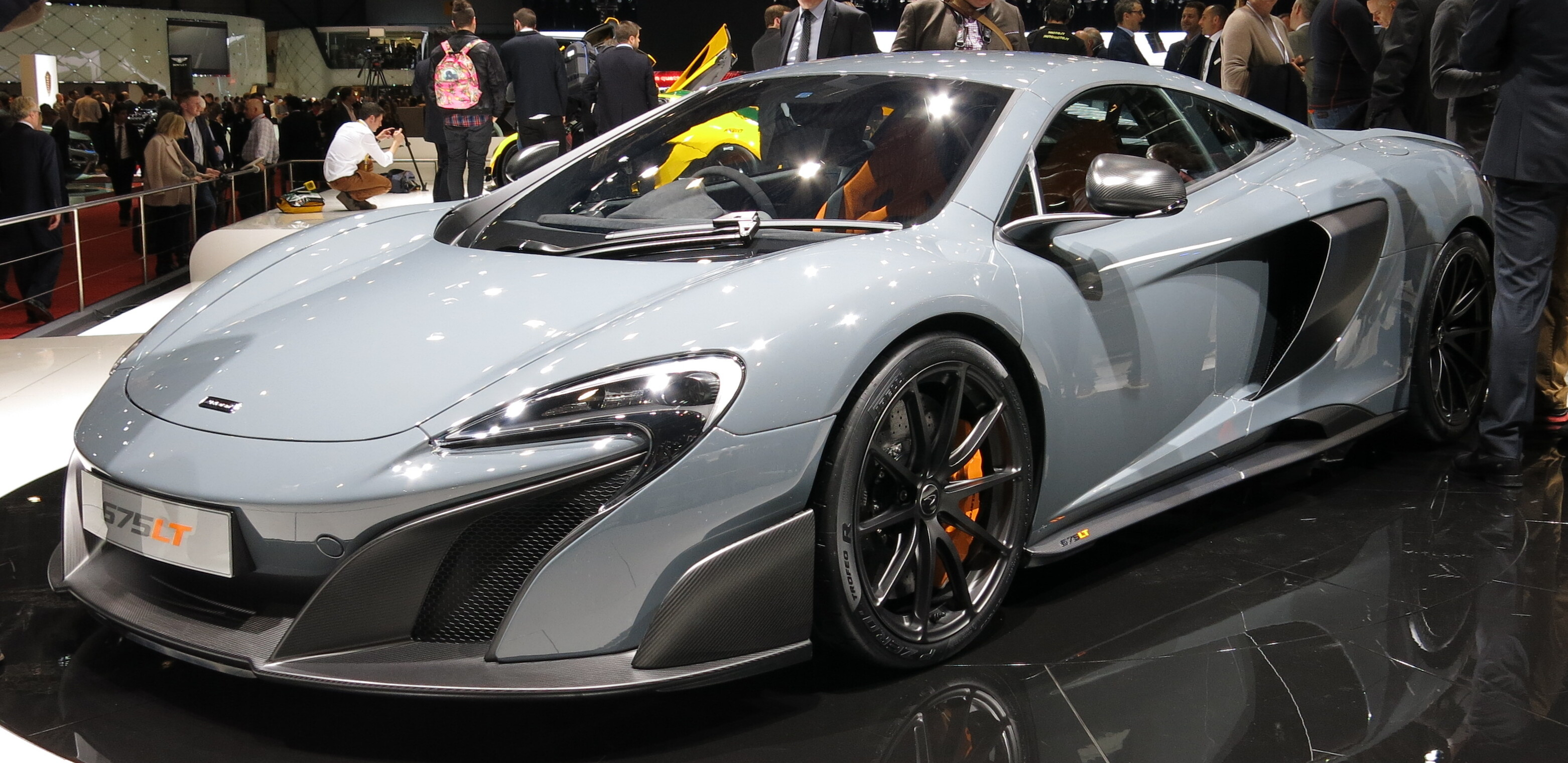
McLaren 675LT
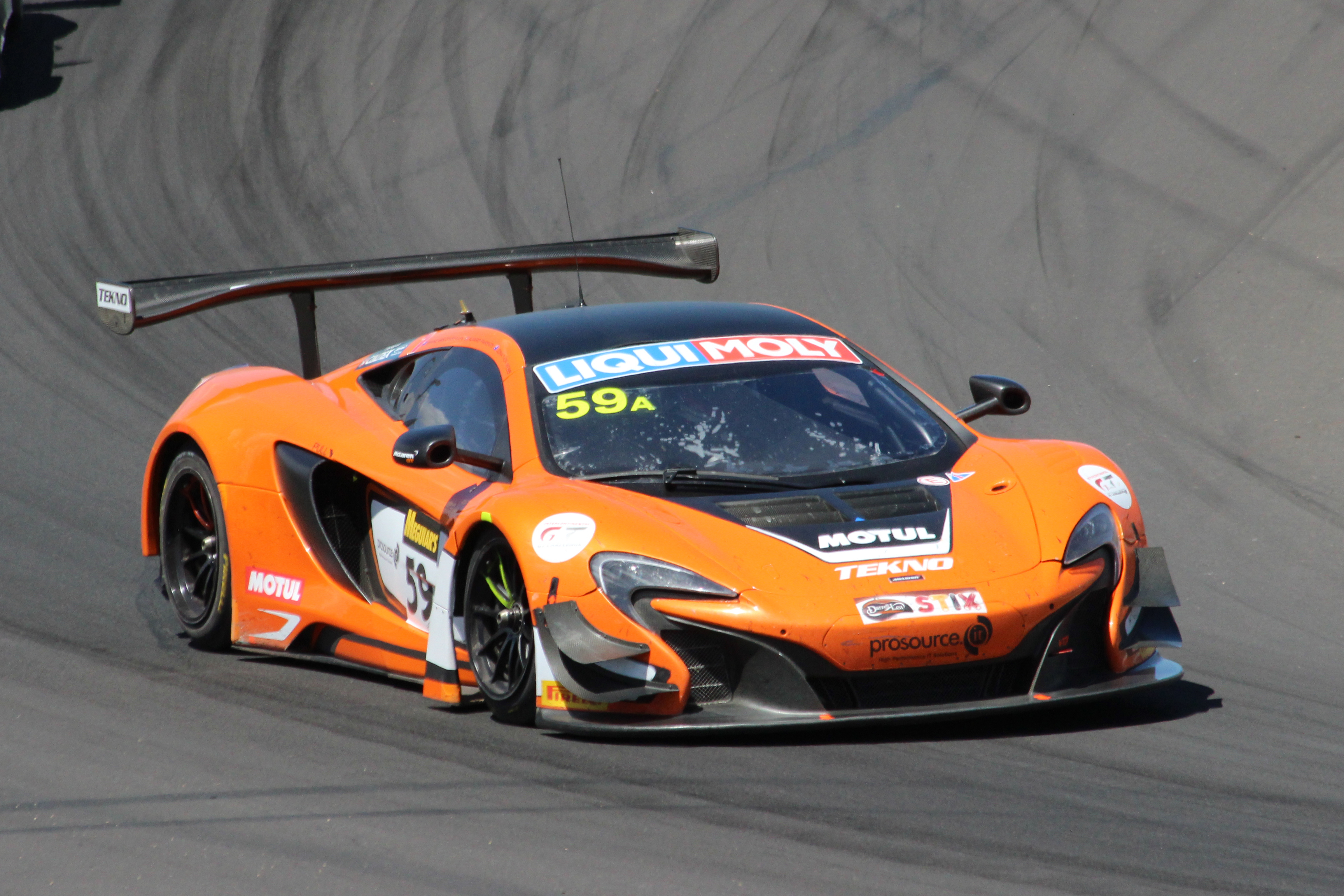
McLaren 650S GT3